# Hemimeris
Hemímeris (лат.) — небольшой род двудольных цветковых растений, включённый в семейство Норичниковые (Scrophulariaceae).

## Название
Название «Hemimeris» было первоначально использовано Карлом Линнеем в 1760 году для описания вида Hemimeris bonae-spei (синонима Hemimeris sabulosa). Линней не указывал этимологию родовых названий, вероятно, это название происходит от др.-греч. ήμιςυς — «половинчатый» и μερις — «часть», что, возможно, относится к «половинчатым» цветкам растений без заметного шпорца. Однако в 1762 году Линней изменил описание этого вида, вероятно, описывая растение, сейчас известное как Diascia bergiana, и перенёс его в род Paederota. В 1782 году сын Линнея Карл опубликовал новое описание рода Hemimeris, не ссылаясь на более ранние описания.

## Ботаническое описание
Род объединяет однолетние травянистые растения с гладкими или железистыми стеблями и листьями. Листья расположены супротивно на четырёхребристых стеблях, у большинства растений с черешками, зубчатые или пальчато-рассечённые, иногда почти цельные.
Цветки расположены на концах побегов и в пазухах листьев в одиночку или в кистевидных соцветиях, на прямых цветоножках. Чашечка колокольчатая, состоит из пяти почти свободных неравных долей. Венчик двугубый, с очень короткой трубкой, снаружи опушённый. Верхняя губа со слабо выраженным шпорцевидным углублением в центре. Нижняя губа разделена на три доли, из которых боковые короткие и широкие, каждая с небольшими шпорцами, а средняя намного длиннее. Тычинки в количестве двух, прямые, плоские, с крупными пыльниками. Завязь двухгнёздная.
Плод — яйцевидная или почти шаровидная коробочка с многочисленными шаровидными или угловатыми семенами чёрного или коричневого цвета.

## Ареал
В естественных условиях виды рода произрастают только на Капском полуострове и в близлежащих регионах Южной Африки.

## Таксономия
|  |                                      |  |                                                         |                                                         |                        |  | ещё 22 семейства (согласно Системе APG III) |                    |                    |                                        |
|  |                                      |  |                                                         |                                                         |                        |  |                                             |                    |                    | 4 вида, в том числе Hemimeris racemosa |
|  |                                      |  |                                                         | порядок Ясноткоцветные                                  |                        |  |                                             |                    | род Hemimeris      |                                        |
|  |                                      |  |                                                         | порядок Ясноткоцветные                                  |                        |  |                                             |                    | род Hemimeris      |                                        |
|  | отдел Цветковые, или Покрытосеменные |  |                                                         |                                                         | семейство Норичниковые |  |                                             |                    |                    |                                        |
|  | отдел Цветковые, или Покрытосеменные |  |                                                         |                                                         |                        |  |                                             |                    |                    |                                        |
|  |                                      |  | ещё 58 порядков цветковых растений (по Системе APG III) | ещё 58 порядков цветковых растений (по Системе APG III) |                        |  |                                             | ещё более 85 родов | ещё более 85 родов |                                        |
|  |                                      |  |                                                         | ещё 58 порядков цветковых растений (по Системе APG III) |                        |  |                                             |                    | ещё более 85 родов |                                        |

### Виды
- Hemimeris centrodes Hiern, 1904
  - [syn.  Hemimeris nana Diels, 1909]
- Hemimeris gracilis Schltr., 1898
- Hemimeris racemosa (Houtt.) Merr., 1938
  - [syn.  Hemimeris alsinoides Lam., 1789]
  - [syn.  Hemimeris montana L.f., 1782]
  - [syn.  Hemimeris sessilifolia Benth., 1836]
- Hemimeris sabulosa L.f., 1782
  - [syn.  Hemimeris bonae-spei L., 1760 sensu L., 1760 non 1762, nom. ambig.]